# たなかかずや
たなか かずや（1963年2月15日 - ）は、日本のアニメ音響監督。音響会社アクアトーン代表取締役。本名は田中 一也。熊本県出身。

## 来歴・人物
中学よりバンド活動の経験があり、大学では将来のソ連とのビジネスを考えてロシア語専攻だったが、それに飽きてレコーディングエンジニアを目指す。上京してレコーディングの専門学校に入ったが2年で廃校となり、アニメの仕事をやる目的で26歳の時にニュージャパンスタジオに入社。しかし、当初は外国映画の吹き替えが担当で、入社から約3年後に念願であったアニメの仕事に携わるようになり、助手やミキサーをしていたが、口数が多いことからディレクターの仕事を紹介され、ビーラインに移籍の上、1994年にアニメ『赤ずきんチャチャ』で音響監督デビュー。『チャチャ』では「その場にいるキャラクターが複数の会話を同時進行で行う」という演出が行われ、作品を特徴づけることになった。これは彼がアニメの音響監督の経験が無かったことで、従来なら無謀とされたこの試みが可能になったと評されている。当初は本名の田中一也でクレジットされていたが、途中からひらがな表記に改めた。
『チャチャ』で演出を担当していた大地丙太郎監督作品にしばしば起用されており、また、音響制作においてはダックスプロダクションと組んで活動する事が多く、多くの場合はたなか自身が外注という形で音響監督を請け負うが、作品によってはアクアトーンと共同で音響制作をした事もあった。

## 主な参加作品

### テレビアニメ
1993年
- ドラゴンリーグ（調整）
- バトルスピリッツ 龍虎の拳

1994年
- 赤ずきんチャチャ

1995年
- ナースエンジェルりりかSOS

1996年
- 水色時代（録音演出）
- るろうに剣心 -明治剣客浪漫譚-（音響演出助手）

1998年
- セクシーコマンドー外伝 すごいよ!!マサルさん
- 浦安鉄筋家族
- おじゃる丸
- LET'S ぬぷぬぷっ

1999年
- イケてる2人
- 今、そこにいる僕
- 宇宙海賊ミトの大冒険 2人の女王様
- 課長王子
- SURF SIDE HIGH-SCHOOL
- 十兵衛ちゃん-ラブリー眼帯の秘密-
- デ・ジ・キャラット
- ビーストウォーズネオ 超生命体トランスフォーマー

2000年
- 風まかせ月影蘭
- HAND MAID メイ
- 六門天外モンコレナイト

2001年
- ギャラクシーエンジェル（第1期）
- チャンス〜トライアングルセッション〜
- ナジカ電撃作戦（録音演出）

2002年
- アクエリアンエイジ Sign for Evoiution
- アソボット戦記五九
- アベノ橋魔法☆商店街
- ギャラクシーエンジェル（第2期-第3期）
- ぱにょぱにょデ・ジ・キャラット
- ぴたテン

2003年
- グリーングリーン
- らいむいろ戦奇譚

2004年
- ギャラクシーエンジェル（第4期）
- 十兵衛ちゃん2-シベリア柳生の逆襲-
- スクールランブル
- レジェンズ 甦る竜王伝説

2005年
- ギャグマンガ日和
- 蟲師
- らいむいろ流奇譚X CROSS 〜恋、教ヘテクダサイ。〜

2006年
- おとぎ銃士 赤ずきん
- ギャグマンガ日和2
- ギャラクシーエンジェる〜ん
- スクールランブル 二学期
- TOKYO TRIBE2
- 僕等がいた
- 夢使い

2007年
- ケンコー全裸系水泳部 ウミショー
- ヒロイック・エイジ

2008年
- ギャグマンガ日和3
- 黒塚 KUROZUKA
- デトロイト・メタル・シティ
- 伯爵と妖精
- ミチコとハッチン

2009年
- ヴァイス・サヴァイヴ
- 川の光
- 東京マグニチュード8.0
- ヒゲぴよ
- 夢をかなえるゾウ
- 夢色パティシエール

2010年
- 学園黙示録 HIGHSCHOOL OF THE DEAD
- ギャグマンガ日和+
- 世紀末オカルト学院
- 夢色パティシエールSP（スペシャル）プロフェッショナル

2011年
- Rio RainbowGate!

2012年
- 神様はじめました

2013年
- 惡の華
- 問題児たちが異世界から来るそうですよ?

2014年
- いなり、こんこん、恋いろは。
- とある飛空士への恋歌
- 蟲師 続章
- 蟲師 特別篇『日蝕む翳』

2015年
- 神様はじめました◎
- 実は私は

2016年
- 甘々と稲妻
- くまみこ
- 12歳。〜ちっちゃなムネのトキメキ〜
- とんかつDJアゲ太郎
- 信長の忍び
- 霊剣山 星屑たちの宴

2017年
- 信長の忍び〜伊勢・金ヶ崎篇〜
- 霊剣山 叡智への資格
- プリプリちぃちゃん!!
- THE REFLECTION

2018年
- こねこのチー ポンポンらー大旅行

2019年
- エガオノダイカ
- 明治東亰恋伽
- この世の果てで恋を唄う少女YU-NO

2020年
- ARP　Backstage　Pass

2022年
- 令和のデ・ジ・キャラット
- 僕とロボコ

2025年
- ギャグマンガ日和GO

### OVA
- 紅狼（1993年、台詞編集）
- 妖精姫レーン（1995年）
- ファイアーエムブレム 紋章の謎（1996年）
- 厄災仔寵（1997年）
- フォトン（1997年）
- 世紀末リーダー外伝たけし!（1998年）
- 太陽の船 ソルビアンカ（1999年）
- BREAK-AGE（1999年）
- アクエリアンエイジSagaII〜Don't forget me…〜（2003年）
- らいむいろ戦奇譚 南国夢浪漫（2004年）
- おとぎ銃士 赤ずきん（2005年）
- スクールランブル 一学期補習（2005年）
- スクールランブル 三学期（2008年）
- 英雄伝説 空の軌跡 THE ANIMATION（2011年）
- 装甲騎兵ボトムズ Case;IRVINE
- .hack//Quantum（2011年）

### 劇場アニメ
- トイレの花子さん（1996年）
- 魔法学園ルナ 青い竜の秘密すっぽこ魔法作戦（1997年）
- るろうに剣心 -明治剣客浪漫譚- 維新志士への鎮魂曲（1997年、音響演出補）
- 映画おじゃる丸 約束の夏 おじゃるとせみら（2000年）
- 劇場版 六門天外モンコレナイト〜伝説のファイアドラゴン〜（2000年）
- Di Gi Charat 星の旅（2001年）
- HELLS ANGELS（2008年）

### Webアニメ
- 武装神姫 Moon Angel（2011年）
- 佐賀県を巡るアニメーション「おかえり 故郷の唐津」「ただいま 思い出の佐賀」（2017年）